# Joseph Locke

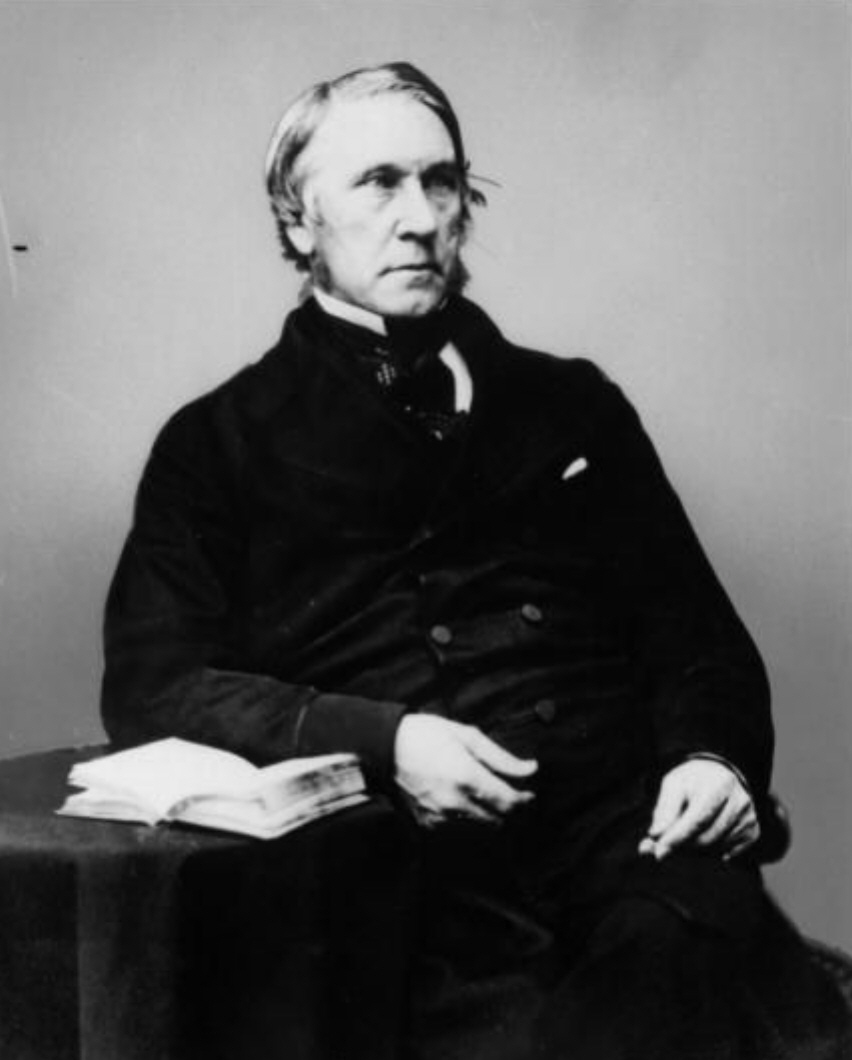
Joseph Locke

Joseph Locke (* 9. August 1805 in Attercliffe; † 18. September 1860) war ein englischer Bauingenieur und einer der bedeutendsten englischen Eisenbahnpioniere des 19. Jahrhunderts. Besonders bekannt ist er für seine Arbeiten an der Liverpool and Manchester Railway, der Grand Junction Railway und der Strecke Paris–Rouen–Le Havre.

## Jugend und Ausbildung
Joseph Locke wurde in Attercliffe bei Sheffield in Yorkshire geboren. Seine Familie zog ins nahegelegene Barnsley, als er fünf Jahre alt war. Sein Vater William arbeitete dort als Bergwerks-Ingenieur. Er war zuvor in der Leitung des Kohlenbergwerks Wallbottle in Tyneside tätig gewesen, wo George Stephenson zur gleichen Zeit Feuerwehrmann war. Mit 13 Jahren verließ Joseph Locke die Schule und arbeitete als Aushilfe bei der Landvermessung. 1823 war er Angestellter in dem Bergwerk, in dem auch sein Vater arbeitete, als George und sein Sohn Robert Stephenson sie dort besuchten. 1823 war George Stephenson damit beschäftigt, die Stockton and Darlington Railway zu planen. Es wurde vereinbart, dass Joseph als Volontär für die Maschinenfabrik der Stephensons in Forth Street, Newcastle upon Tyne, arbeiten sollte. Hier wurden neben stationären Dampfmaschinen auch Lokomotiven für Bergwerkseisenbahnen gebaut. Joseph Locke und Robert Stephenson wurden enge Freunde. Allerdings verließ Robert Großbritannien 1824 für drei Jahre, um in Südamerika, insbesondere in Peru, Aufträge für die Maschinenfabrik der Stephensons zu akquirieren. Joseph Locke bildete sich in Mathematik und technischem Zeichnen in Abendkursen weiter und erhielt Anerkennung für seine Arbeit in der Fabrik. Ab 1827 zahlte George Stephenson ihm auch ein Gehalt und er wurde einer seiner Assistenten für den Bau der Liverpool and Manchester Railway.

## Eisenbahnen

### Liverpool and Manchester Railway

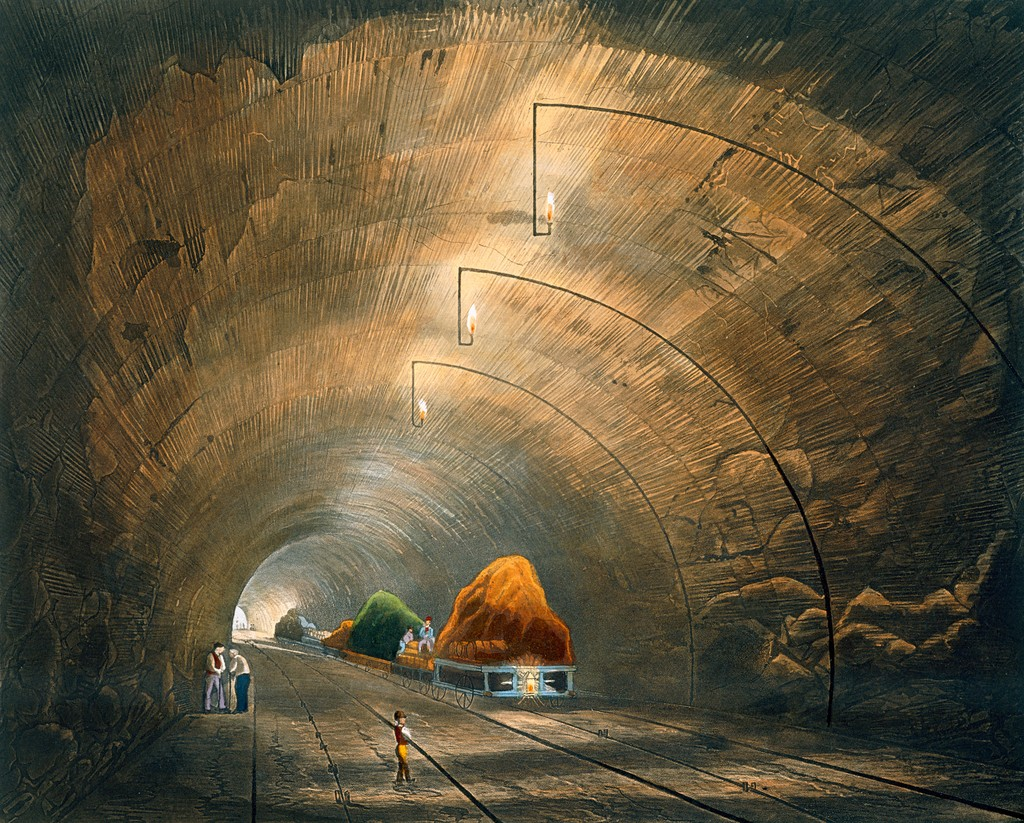
Wapping-Tunnel, Liverpool

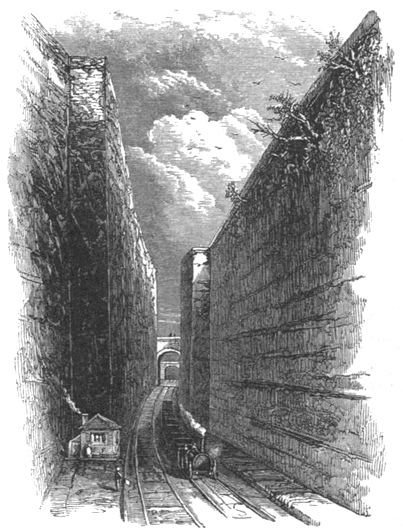
Mount Olive-Einschnitt

Im Auftrag der Liverpool and Manchester Railway war Charles Vignoles damit beauftragt, die geplante Streckenführung neu zu vermessen, nachdem eine erste Planung durch George Stephenson im Parlament gescheitert war. Nachdem das erforderliche Gesetz für den Bahnbau im zweiten Anlauf 1826 zustande gekommen war, konnte mit dem Bau begonnen werden. Locke war für den westlichen Abschnitt, die ersten 15 km, der Strecke zuständig, wo auch die technisch anspruchsvollen Anlagen des Wapping-Tunnels und des tiefen Einschnitts in den Mount Olive entstanden. Ein weiteres topografisches Hindernis war das Moor Chat Moss, das zu überqueren war. Auch wenn es als Stephensons Leistung gilt, war es wahrscheinlich Locke, der den richtigen Weg dafür vorschlug.
Während die Eisenbahnstrecke gebaut wurde, musste noch entschieden werden, ob feststehende Maschinen oder Dampflokomotiven genutzt werden sollten, um Züge zu ziehen. Robert Stephenson und Joseph Locke waren überzeugt, dass Lokomotiven überlegen waren. Im März 1829 legten sie in einem Bericht dar, dass Lokomotiven in der Lage waren, die Transportaufgabe zu meistern. George Stephenson verlangte, dass der Bericht ausschließlich unter seinem Namen erschien, worüber es zu einem heftigen Streit zwischen Joseph Locke und George Stephenson kam. Robert Stephenson vermittelte den Kompromiss, dass alle drei Namen unter dem Bericht standen.

Als die Strecke 1830 eröffnet wurde, fuhren sieben Züge in einem Konvoi von Liverpool nach Manchester. Joseph Locke fuhr dabei die Rocket, die einen der Züge zog. Auf dem an der Strecke gelegenen Bahnhof Parkside überfuhr er den Parlamentsabgeordneten von Liverpool und früheren Minister William Huskisson, der das Gleis nicht rechtzeitig verlassen hatte. William Huskisson verstarb an den Folgen des Unfalls. Es wurde aber darauf erkannt, dass Joseph Locke an dem Unfall keine Schuld hatte. 

### Grand Junction Railway

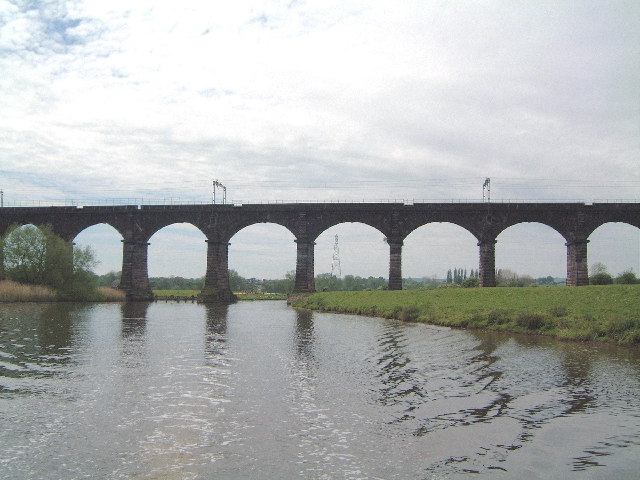
Dutton-Viadukt

1829 hatte Locke zunächst als George Stephensons Assistent den Auftrag, die Strecke der Grand Junction Railway zu planen. Sie sollte in Newton-le-Willows von der „Liverpool and Manchester Railway“ abzweigen und über Warrington nach Crewe, Stafford, Wolverhampton und Birmingham führen, insgesamt 130 cm km. Die Direktoren der neu zu errichtenden Eisenbahn entschieden im weiteren Verfahren, dass Locke für den nördlichen Teil und George Stephenson für den südlichen Teil der Strecke verantwortlich sein sollten. Im Herbst 1835 wurde Locke Chefingenieur für die Gesamtstrecke. Das verursachte wieder Spannungen zwischen Locke und den Stephensons. Locke war nun aber selbstständig und nicht mehr von George Stephenson abhängig. Lockes Streckenführung vermied so weit wie möglich größere Bauwerke. Das größte war der Dutton-Viadukt über das Tal des River Weaver bei Northwich. Der Viadukt bestand aus 20 Bögen mit Spannweiten von 6 Metern. Die Strecke wurde am 4. Juli 1837 eröffnet. Eine wichtige technische Neuerung waren die doppelköpfigen (im Querschnitt hantelförmigen) schmiedeeisernen Schienen auf Holzschwellen, die im Abstand von 76 cm gesetzt wurden. Es war beabsichtigt, die Schienen zu drehen, wenn sie abgenutzt waren. Das bewährte sich zwar so nicht, weil die Unterseite an den Lagerstellen ungleichmäßig abgenutzt wurde, aber es war trotzdem ein Fortschritt gegenüber den fischbauchigen kurzen Schienen, die zwischen nahen Auflagern aneinander gesetzt wurden und die Stephenson bei der London-Birminghamer Eisenbahn weiterhin einbaute.

### Lancaster and Carlisle Railway
Ein wichtiger Unterschied zwischen den Streckenentwürfen von George Stephenson und Joseph Locke war, dass Stephenson größere Steigungen unter allen Umständen vermeiden wollte. Locke vertraute dagegen der Stärke moderner Lokomotiven und ihrer Zugkraft auch in Steigungen. Ein Beispiel dafür war die Lancaster and Carlisle Railway, die die Berge im Lake District überwinden musste. 1839 plante Stephenson eine Route, die den Lake District ganz umging und durch Morecambe Bay und West Cumberland führte. Er hielt das für die einzig praktikable Trasse von Liverpool nach Carlisle. Der Weg über Shap Fell kam für ihn nicht in Frage. Die Direktoren verwarfen die sehr viel längere, von Stephenson vorgeschlagene Route und entschieden sich für die von Joseph Locke. Locke baute die von ihm vorgeschlagene Streckenführung und sie bewährte sich.

### Die Manchester-Sheffield-Eisenbahn

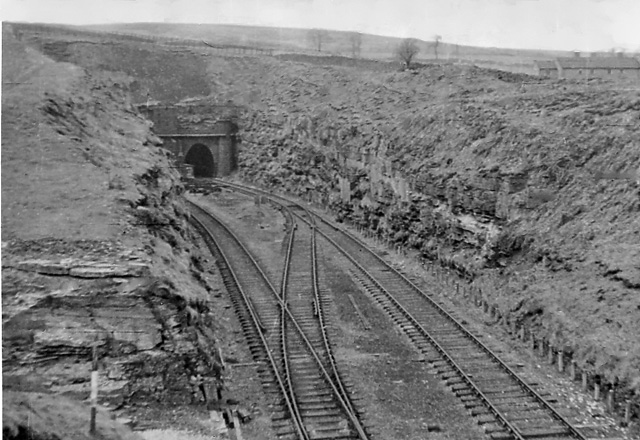
Woodhead-Tunnel (1956)

Locke wurde danach beauftragt, eine Eisenbahn von Manchester nach Sheffield zu bauen, wobei er Charles Vignoles als Chefingenieur ersetzte, der in finanzielle Schwierigkeiten geraten war. Das Projekt beinhaltete den 4,8 km langen Woodhead Tunnel, den damals längsten Eisenbahntunnel der Welt. Die Strecke wurde am 23. Dezember 1845 eröffnet.

### Folgende Eisenbahnbauten

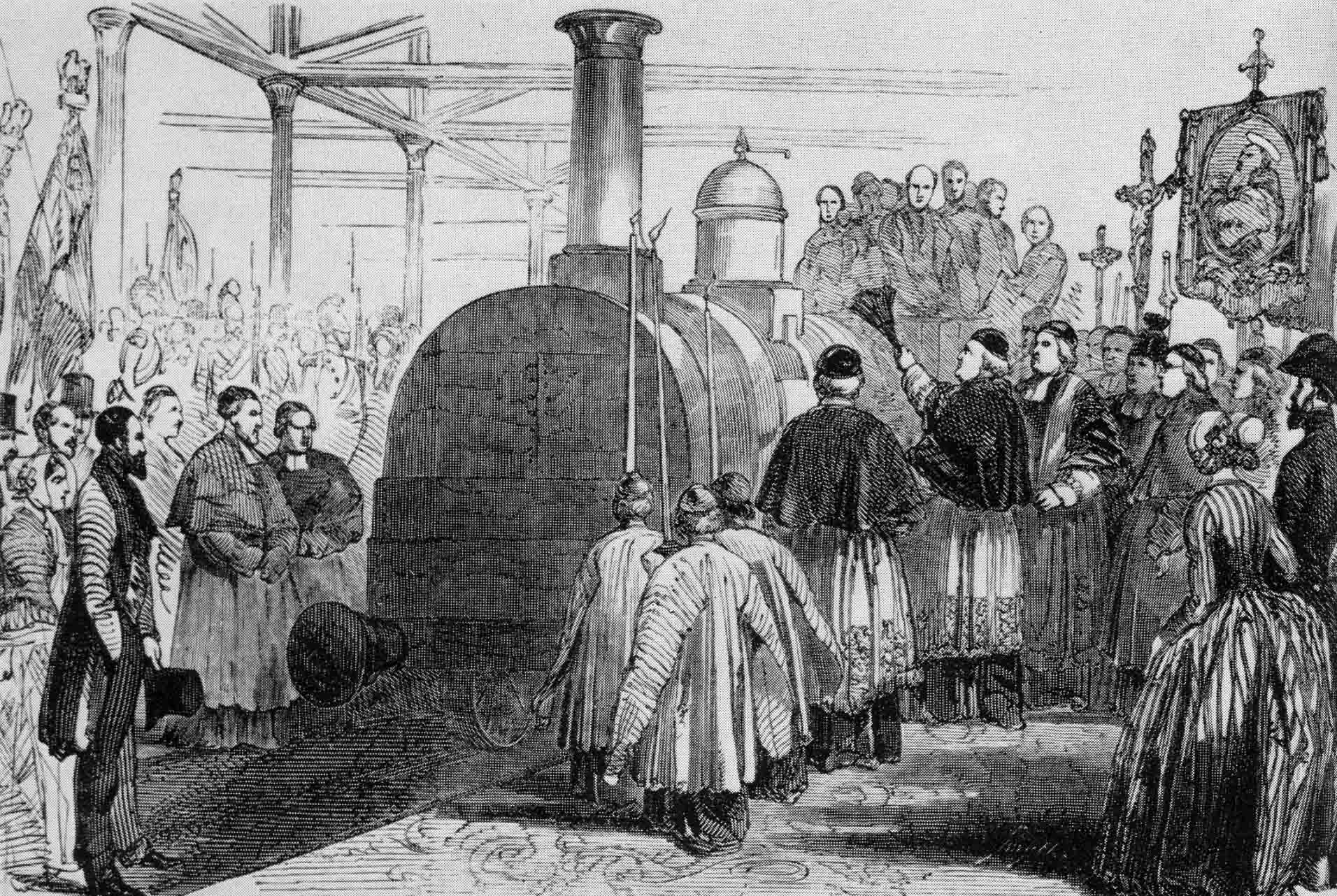
Eröffnung der Strecke Paris–Rouen–Le Havre

Im Norden von England entwarf Locke die Lancaster and Preston Junction Railway, die Glasgow, Paisley and Greenock Railway und die Strecke der Caledonian Railway von Carlisle nach Glasgow und Edinburgh.
Im Süden arbeitete er an der Eisenbahn von London nach Southampton, die später „London and South Western Railway“ genannt wurde, wobei er neben anderen Bauwerken die Richmond Railway Bridge entwarf (1848, seitdem ersetzt), und die Barnes Bridge (1849), beide über die Themse, den Tunnel bei Micheldever, außerdem den 12-bögigen Quay-Street-Viadukt und den 16-bögigen Cams-Hill-Viadukt, beide in Fareham (1848).
Locke war auch an Planung und Bau mehrerer Eisenbahnen in anderen europäischen Staaten beteiligt, zum Beispiel an den Strecken Paris–Rouen–Le Havre und Barcelona–Mattaro. Kennzeichnend für seinen Eisenbahnbau war die Verwendung gemauerter Brücken, wo immer das möglich war, und der Bevorzugung von Steigungen gegenüber Tunneln.

## Weitere Brücken
Locke hat unter anderem folgende Brücken entworfen oder als Chefingenieur errichtet:
- Viadukt von Malaunay (1844)
- Mirville-Viadukt (1844)
- Bury-Saint-Edmunds-Station-Brücke (1846)
- Barentin-Viadukt (1847)

## Beziehung zu Robert Stephenson
Locke und Robert Stephenson waren am Beginn ihrer Karriere gute Freunde, aber ihre Freundschaft wurde beschädigt, als sich Locke und Roberts Vater nicht mehr verstanden. Es scheint, dass Robert sich aus Loyalität auf die Seite seines Vaters stellte. Nach dem Tod von George Stephenson im August 1848 lebte die Freundschaft wieder auf. Als Robert Stephenson im Oktober 1859 starb, war Joseph Locke Sargträger bei dessen Beerdigung. Locke soll von Robert gesagt haben: „der Freund meiner Jugend, der Weggefährte meiner Reifejahre, und ein Konkurrent im Rennen des Lebens“. Locke war auch freundschaftlich mit seinem Ingenieursrivalen Isambard Kingdom Brunel verbunden.
1845 wurden Locke und Stephenson als Sachverständige von zwei Komitees angehört:
- Im April untersuchte ein Parlamentsausschuss das mit Druckluft angetriebene atmosphärische Eisenbahnsystem, das von Brunel propagiert wurde. Brunel und Vignoles sprachen sich dafür aus und Locke und Stephenson dagegen.
- Im August sagten beide vor der Spurweiten-Kommission aus, die eine Standard-Spurweite für das ganze Land einführen wollte. Brunel befürwortete die Sieben-Fuß-Spurweite (2,13 m), die er bei der Great Western Railway verwendete. Locke und Stephenson sprachen sich für die 4 Fuß 8½ Inch-Spurweite (1,43 m) aus, die Georg Stephenson auf der Liverpool and Manchester Railway eingeführt hatte und seitdem propagierte. Sie gilt heute weltweit als „Normalspur“.

## Familie

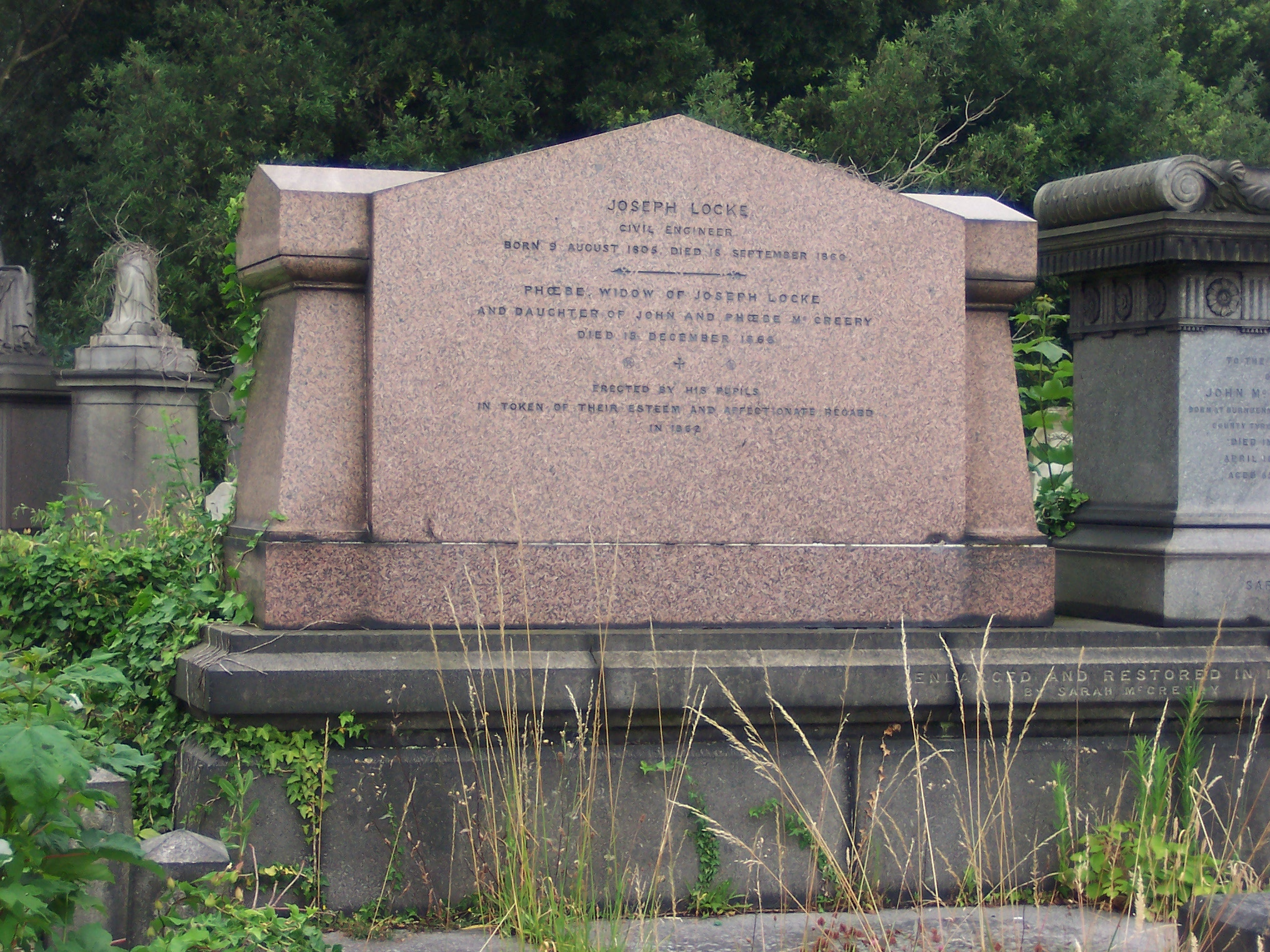
Lockes Grab auf dem Kensal Green Cemetery in London

Joseph Locke heiratete 1834 Phoebe McCreery, mit der er ein Kind adoptierte.
Locke starb 1860 während eines Jagdurlaubs vermutlich an Blinddarmentzündung. Er, Robert Stephenson und Isambard Kingdom Brunel starben alle innerhalb eines Zeitraums von etwas mehr als einem Jahr.
Der Locke Park in Barnsley wurde ihm 1862 von seiner Frau Phoebe gewidmet. Dort steht eine Statue von ihm.

## Ämter
Locke war seit 1847 für Honiton in Devon Abgeordneter im Unterhaus.
1838 wurde er in die Royal Society gewählt, 1857 wurde er Präsident der Institution of Civil Engineers.